# 扁鼻岩頭長頜魚
扁鼻岩頭長頜魚為輻鰭魚綱骨舌魚目象鼻魚科的其中一種，分布於非洲賴比瑞亞至剛果民主共和國的淡水流域，體長可達12公分，棲息在底層水域，可作為食用魚。